# Thyra (musikalbum)
Thyra är ett album från 2014 av den svenska musikgruppen Triakel. Skivan består av tolkningar av visor ur den jämtländska sångerskan Thyra Karlssons repertoar. Triakel hade länge beundrat Karlssons vissamling och hade redan på sin debutskiva från 1998 haft med låten "Tusen tankar"; detta hade i sin tur lett till att flera andra artister tolkade låten, bland andra Helen Sjöholm och den amerikanska stråkkvartetten Kronos Quartet. Karlsson (1912–2001) lyckades aldrig ge ut någon egen skiva, men gjorde bandinspelningar och skrev ned flera hundra traditionella visor som hon samlat på sig. Triakel kom i kontakt med Karlssons dotter och fick full tillgång till detta material.
Filmaren Ulrika Nygren Widmark följde gruppen under inspelningen och gjorde en dokumentärfilm med namnet Triakel tolkar Thyra. En musikvideo gjordes till låten "Sparvens visa".

## Mottagande
Skivan fick ett gott mottagande när den kom ut med ett snitt på 4,0/5 baserat på nio recensioner.
LO Rindberg skrev i Länstidningen Östersund: "det är en härlig blandning av ett folkmusikarv, som måste ha vandrat många olika vägar för att via Thyra Karlssons far ha hamnat i hennes vittomspännande repertoar. Och ingen uttolkare av det folkmusikaliska arvet kunde bättre än Triakel ha tagit hand om denna låtskatt för att lika finkänsligt som uttrycksfullt föra den vidare till en ny generation lyssnare." Rindberg fortsatte: "Triakel är en trio som i sin samstämmighet får det musikaliska uttrycket att bli känslomässigt rikt och träffande. Det må gälla vemod, smärta, sorg och bitterhet, men även lust och liv och längtan – Kjell-Erik Eriksson och Janne Strömstedt ackompanjerar Emma Härdelins pregnant textande röst på ett både uppslagsrikt och kongenialt sätt."
Berit Nygren på Kulturnytt jämförde tolkningarna med Karlssons egna insjungningar: "Triakel förhöjer verkligen låtarna musikaliskt, och det känns aldrig krystat, men var finns Thyra Karlsson i allt detta? ... Karlsson framför låtarna mer rakt upp och ner medan Härdelin har en hel del melodiska utsmyckningar, och så harmoniserar Triakel melodierna på andra sätt än de man kan höra med Thyra Karlsson. Låten 'Gubben och gumman' till exempel färgas med mollackord i händerna på Triakel medan den är mer uppsluppen, litet snabbare och i dur då Karlsson kompar sig själv på cittra."
I Tidningen Kulturen skrev Peter Sjöholm: "Eftersom Härdelin står i musikens absoluta mitt är det också hon som dominerar hur det låter, och för mig innebär det samma problem idag som det alltid har gjort. Jag gillar inte Emma Härdelins sätt att sjunga som låter avmätt och ointresserat, och då spelar det ingen roll att hon egentligen har en ganska fin röst." Sjöholm menade att Triakels problem ligger i att "de alltid har varit ett band vars musik har känts distanserad och en smula håglös. Den har varit dekorativ, fin på ytan, men under den har de alltid varit musikhögskoleaktigt osvängiga. ... Den som inte vill ha sin folkmusik avmätt och sval, på gränsen till känslofattig, kan förbigå även Thyra med gott samvete."

## Låtlista
| Nr           | Titel                                   | Längd |
| ------------ | --------------------------------------- | ----- |
| 1.           | Lillade Anna                            | 3:12  |
| 2.           | Kom blicka in på en kyrkogård           | 3:00  |
| 3.           | Sparvens visa                           | 3:09  |
| 4.           | Gubben och gumman                       | 3:24  |
| 5.           | Om jag en gång skall ha en man          | 2:01  |
| 6.           | Tusen tankar                            | 4:03  |
| 7.           | Skolsång                                | 2:50  |
| 8.           | Med tårar                               | 3:34  |
| 9.           | Amerikaresan                            | 2:56  |
| 10.          | Lantflickans klagan                     | 4:43  |
| 11.          | Herr Peder                              | 2:39  |
| 12.          | Var blommar fridens stängel             | 3:08  |
| 13.          | Skomakarvisa                            | 2:44  |
| 14.          | Stjärnorna blinka                       | 4:39  |
| 15.          | Hjältevisa (framförd av Thyra Karlsson) | 2:41  |
| Total längd: | Total längd:                            | 48:43 |

## Medverkande
- Emma Härdelin – sång, fiol
- Janne Strömstedt – tramporgel
- Kjell-Erik Eriksson – fiol